# Castillo de Carlos V (Fuenterrabía)
El castillo de Carlos V es una fortificación localizada en el municipio español de Fuenterrabía (Guipúzcoa), actualmente destinado a Parador y considerado uno de los edificios más significativos de la ciudad.

## Historia
Existía en el año 1200 y estaba dotado de planta cuadrangular con cubos aproximadamente circulares en los ángulos, quedando actualmente vestigios visibles de dos de ellos. Fue ampliado considerablemente por Carlos V, dotándole de una gran plataforma artillera rectangular a la que debemos la representativa fachada actual del edificio. 
Durante la mayor parte de su historia estuvo destinado a la función de cuartel y de residencia del gobernador de la plaza militar. Sufrió numerosos avatares a lo largo de su historia. En 1660 sirvió de residencia de la familia real española durante los esponsales de la infanta española con el futuro rey francés Luis XIV de Francia en la cercana Isla de los Faisanes. En 1794 quedó severamente dañado por las tropas francesas. A principios del siglo XX el edificio se encontraba en ruinas. En 1968 fue rehabilitado y transformado en Parador Nacional, función que sigue cumpliendo en la actualidad, siendo el único de esta red de hoteles estatales que se ubica en la provincia de Guipúzcoa. La fachada principal sufrió algunas modificaciones en este momento con objeto de dotarla de mayor monumentalidad, incorporando un escudo y un guardapolvo, a la vez que se eliminaban las rozas de antiguos tejados mediante el cambio de los sillares.

## Galería de imágenes

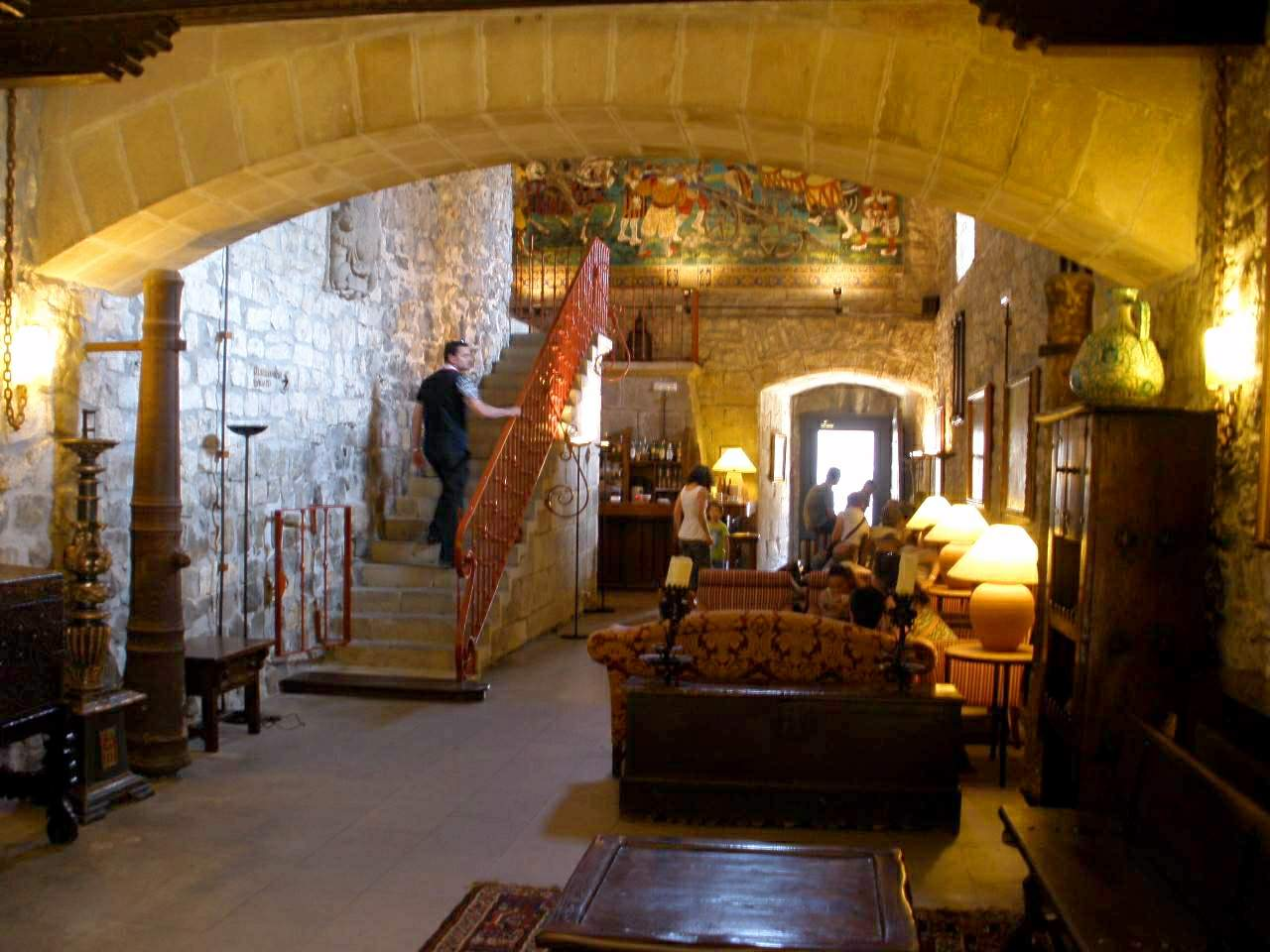
Salón de entrada.
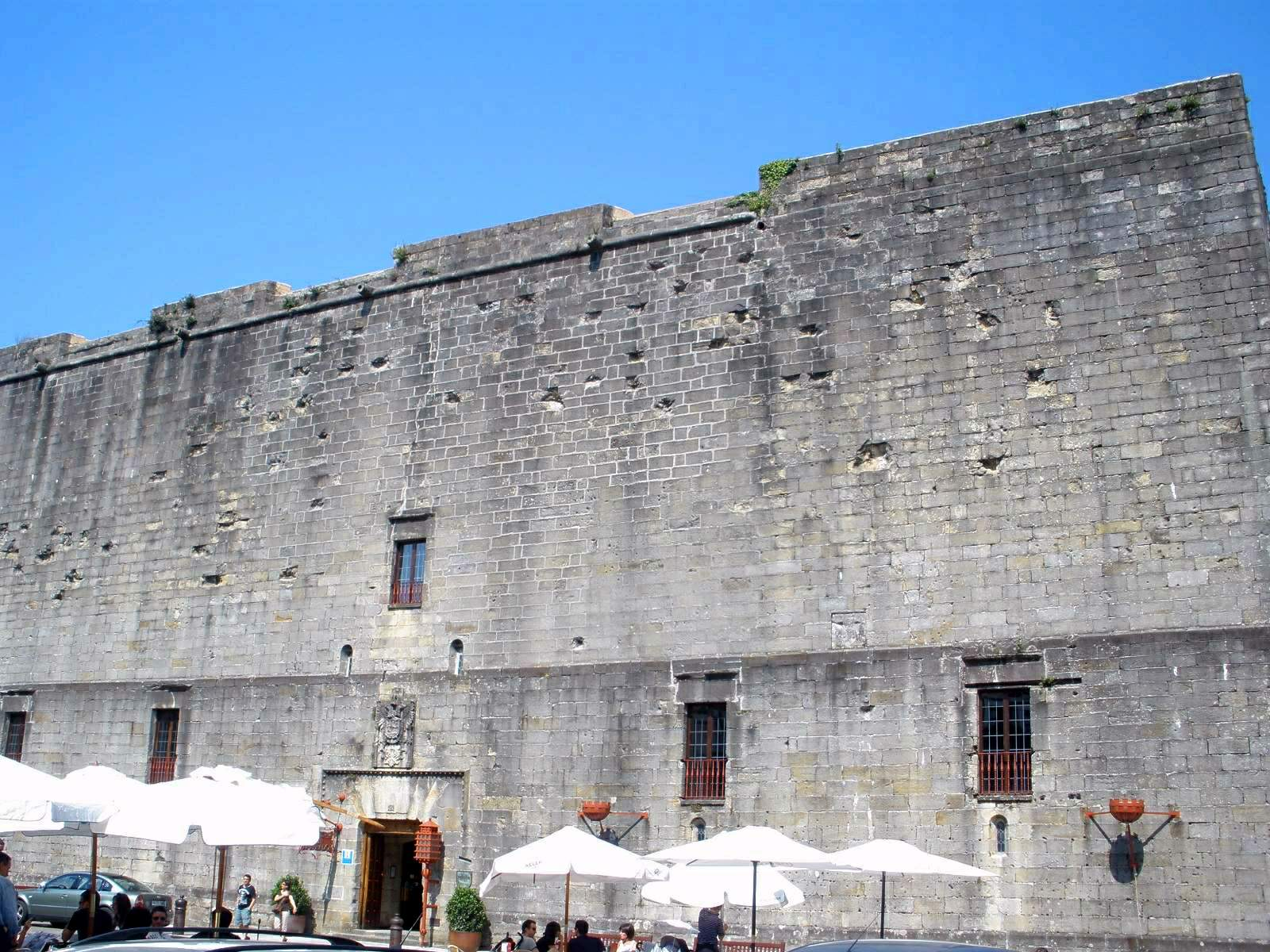
Fachada del edificio.
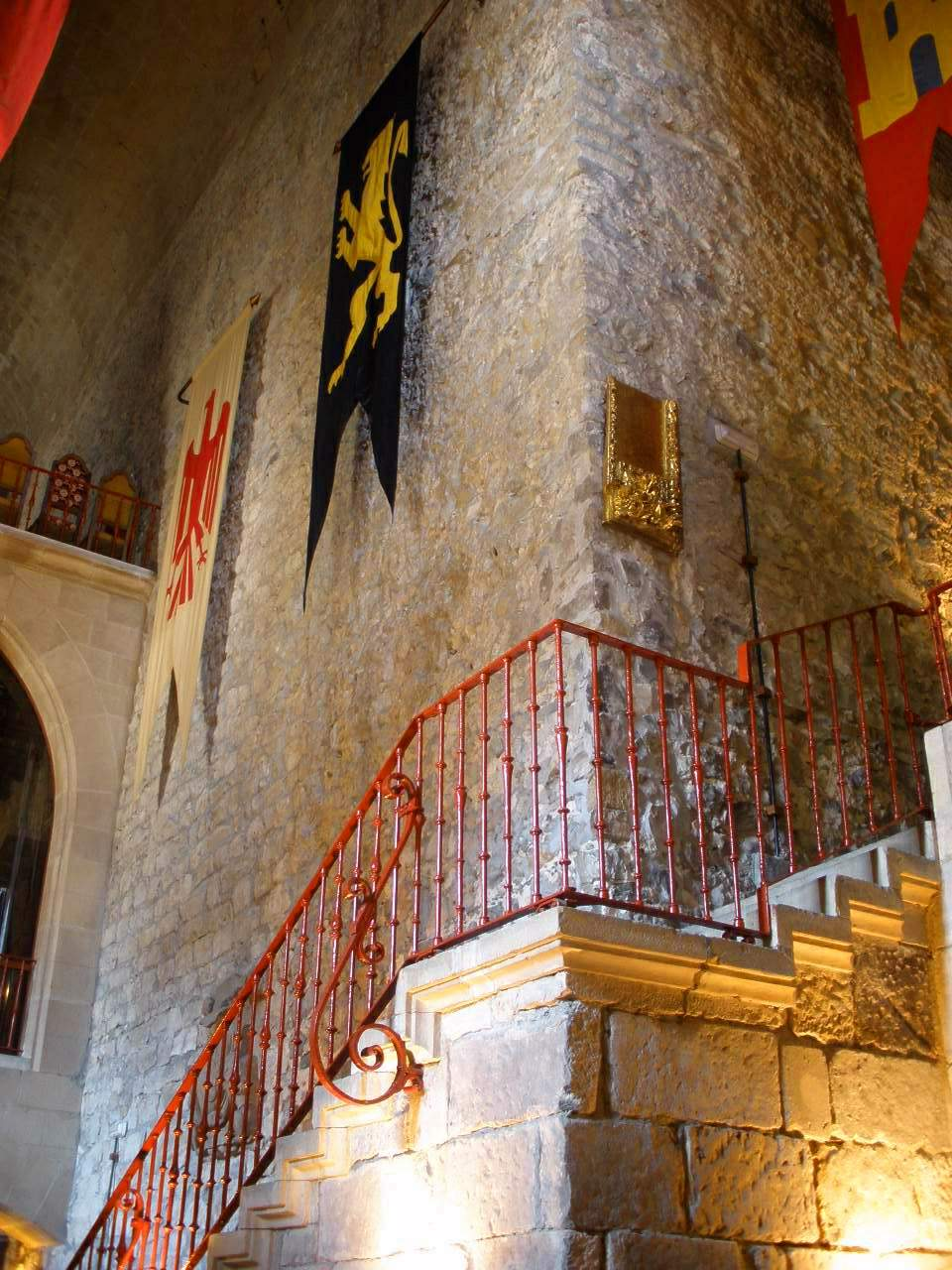
Interior.
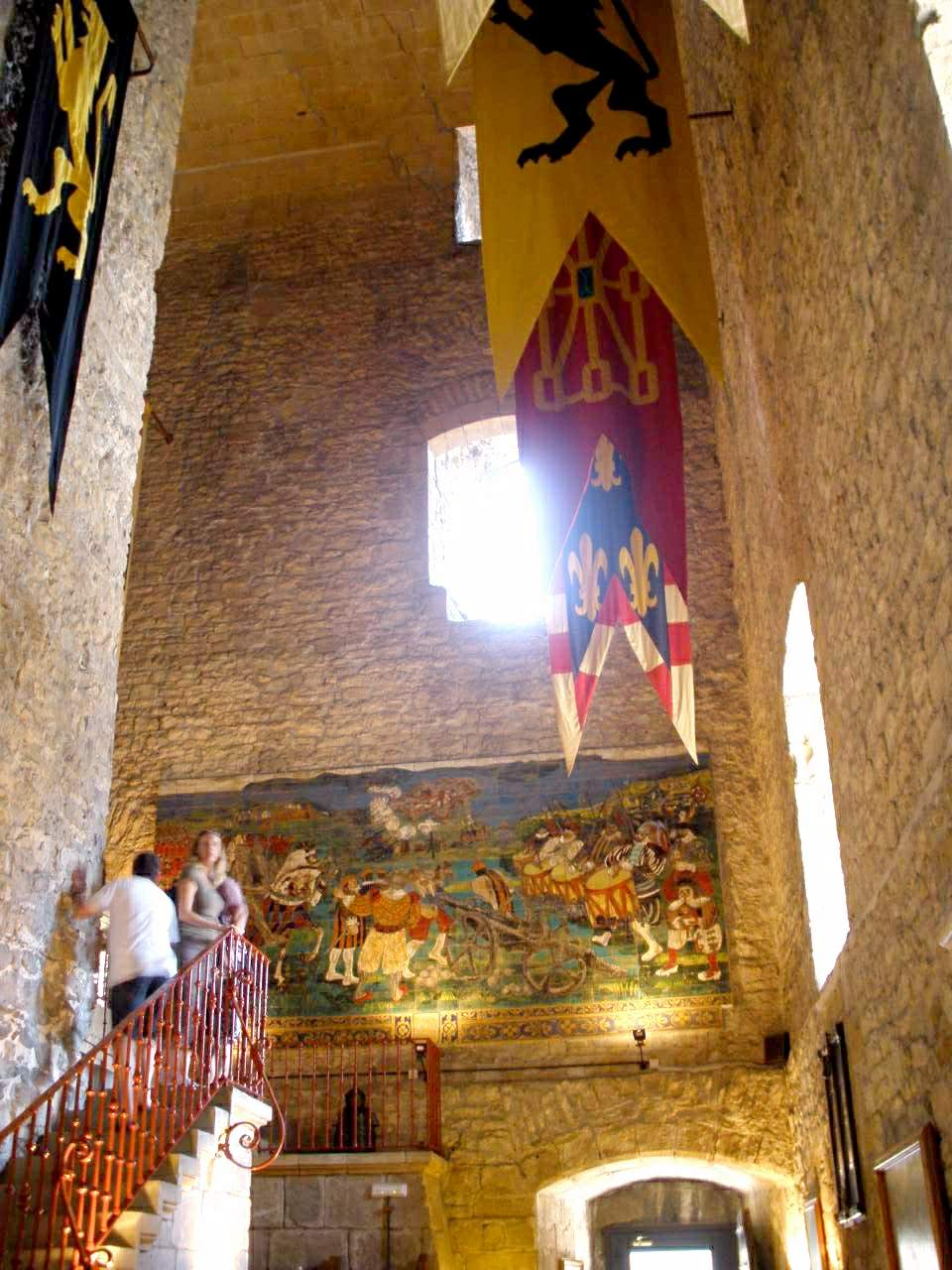
Interior.
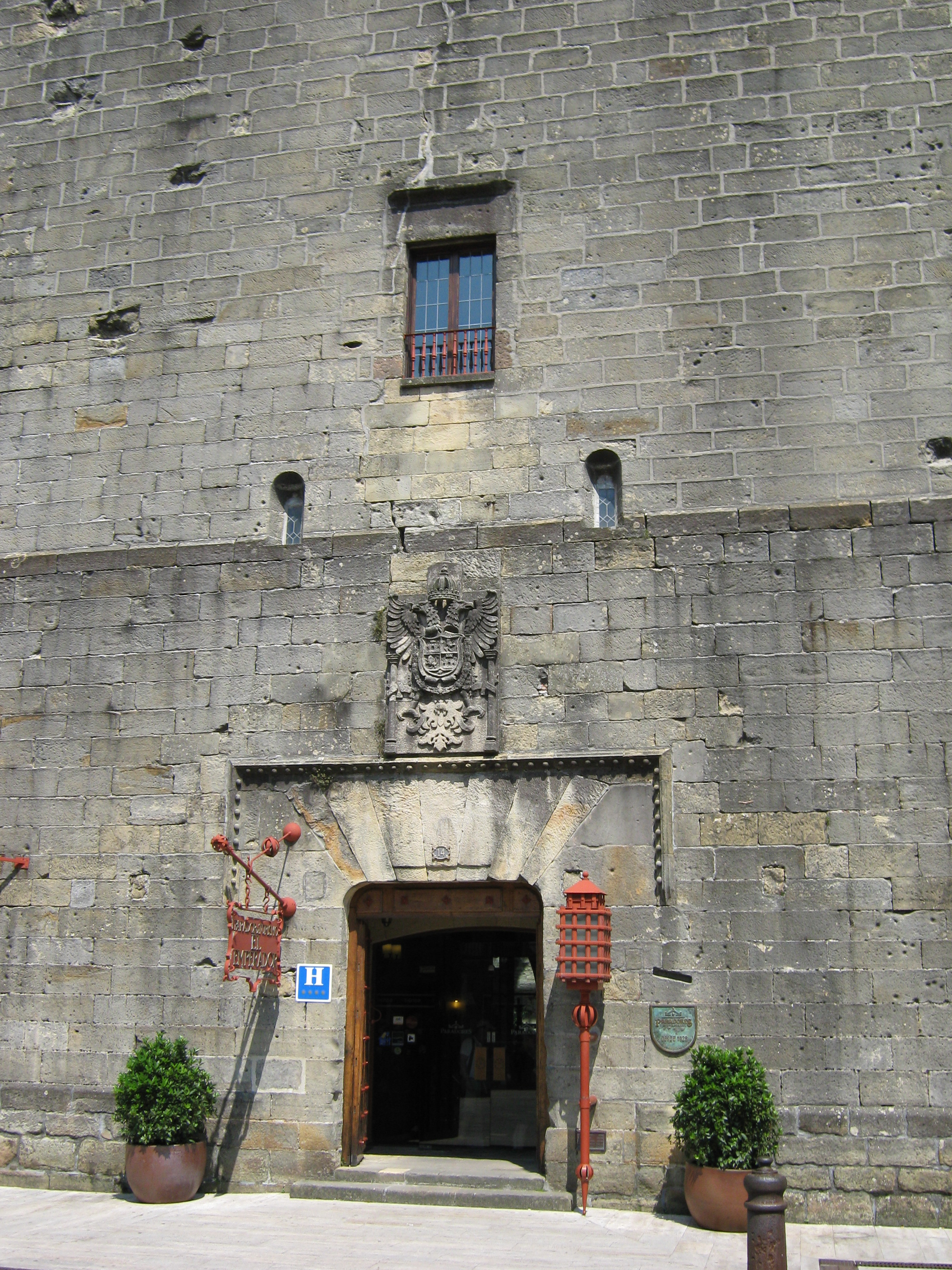
Entrada al castillo.